# Arizono Shingo
Shingo Arizono (有薗 真吾 Arizono Shingo, sinh ngày 4 tháng 12 năm 1985 ở Kagoshima) là một cầu thủ bóng đá người Nhật Bản hiện tại thi đấu cho Giravanz Kitakyushu.

## Thống kê sự nghiệp câu lạc bộ
Cập nhật đến ngày 23 tháng 2 năm 2017.
| Thành tích câu lạc bộ | Thành tích câu lạc bộ | Thành tích câu lạc bộ | Giải vô địch | Giải vô địch | Cúp                   | Cúp                   | Cúp Liên đoàn | Cúp Liên đoàn | Tổng cộng | Tổng cộng |
| Mùa giải              | Câu lạc bộ            | Giải vô địch          | Số trận      | Bàn thắng    | Số trận               | Bàn thắng             | Số trận       | Bàn thắng     | Số trận   | Bàn thắng |
| Nhật Bản              | Nhật Bản              | Nhật Bản              | Giải vô địch | Giải vô địch | Cúp Hoàng đế Nhật Bản | Cúp Hoàng đế Nhật Bản | J. League Cup | J. League Cup | Tổng cộng | Tổng cộng |
| --------------------- | --------------------- | --------------------- | ------------ | ------------ | --------------------- | --------------------- | ------------- | ------------- | --------- | --------- |
| 2009                  | Thespakusatsu Gunma   | J2 League             | 10           | 1            | 2                     | 0                     | -             | -             | 12        | 1         |
| 2010                  | Thespakusatsu Gunma   | J2 League             | 14           | 0            | 1                     | 0                     | -             | -             | 15        | 1         |
| 2011                  | Thespakusatsu Gunma   | J2 League             | 12           | 1            | 1                     | 0                     | -             | -             | 13        | 1         |
| 2012                  | Thespakusatsu Gunma   | J2 League             | 13           | 0            | 1                     | 0                     | -             | -             | 14        | 0         |
| 2013                  | Thespakusatsu Gunma   | J2 League             | 18           | 1            | 0                     | 0                     | -             | -             | 18        | 1         |
| 2014                  | Thespakusatsu Gunma   | J2 League             | 11           | 0            | 2                     | 0                     | -             | -             | 13        | 0         |
| 2015                  | Thespakusatsu Gunma   | J2 League             | 19           | 0            | 0                     | 0                     | -             | -             | 19        | 0         |
| 2016                  | Machida Zelvia        | J2 League             | 5            | 0            | 1                     | 0                     | -             | -             | 6         | 0         |
| Tổng cộng sự nghiệp   | Tổng cộng sự nghiệp   | Tổng cộng sự nghiệp   | 102          | 3            | 8                     | 0                     | 0             | 0             | 110       | 3         |